# Илюшкина (река)
Илюшкина — река в Восточной Сибири. Протекает по территории Туруханского района Красноярского края. Длина реки составляет 16 км. Впадает в Енисей слева на расстоянии 1190 км от его устья. Устье расположено напротив острова в русле Енисея Верхний Опечек (Марковский).

## Данные водного реестра
По данным государственного водного реестра России относится к Енисейскому бассейновому округу, речной бассейн реки — Енисей, речной подбассейн реки — Бассейн притоков Енисея ниже впадения Нижней Тунгуски. Водохозяйственный участок реки — Енисей от впадения Подкаменная Тунгуска.
Код объекта в государственном водном реестре — 17010600112116100059594.